# Xōchiquetzal
Xōchiquetzal är en gudinna inom aztekisk mytologi. Hon var fruktbarhetens, skönhetens och kärlekens gudinna, och tillbads som beskyddare för de konstarter som utövades av kvinnor, som broderi och väveri, och ämnen som angick fruktbarhet, så som förlossningar och beskydd av mödrar och barn.